# Mistrzostwa Świata w Hokeju na Lodzie 2008 – Finał
Finałowy mecz mistrzostw świata w hokeju na lodzie mężczyzn 2008 roku odbył się w niedzielę 18 maja w kanadyjskim mieście Québec w hali Colisée Pepsi. W decydującym o mistrzostwie świata meczu zmierzyły się ze sobą drużyny narodowe Rosji oraz Kanady. Zwycięzcą i zdobywcą tytułu mistrza świata po raz drugi w historii została drużyna rosyjska.

## Tło meczu
Obie drużyny po raz pierwszy w historii spotkały się w finałowym meczu mistrzostw świata. Drużyna Rosji zagrała po raz trzeci w historii w finale, zaś po raz pierwszy od przegranego spotkania ze Słowacją w 2002 roku. Kanada wystąpiła w pięciu z ostatnich sześciu finałach mistrzostwach świata, a po zwycięstwie w poprzedniej edycji turnieju w Rosji przystępowała do meczu jako obrońca tytułu. W drodze do finału obie reprezentacje wygrały wszystkie osiem meczów podczas turnieju MŚ 2008.
| Kanada                       |                   |          |         |             |
| Pierwsza runda fazy grupowej |                   |          |         |             |
| Lp.                          | Drużyna           | Rezultat | Data    | Grupa       |
| 1                            | Słowenia          | 5:1      | 2 maja  | B           |
| 2                            | Łotwa             | 7:0      | 4 maja  | B           |
| 3                            | Stany Zjednoczone | 5:4      | 6 maja  | B           |
| Druga runda fazy grupowej    |                   |          |         |             |
| 4                            | Norwegia          | 2:1      | 8 maja  | F           |
| 5                            | Niemcy            | 10:1     | 10 maja | F           |
| 6                            | Finlandia         | 6:3      | 12 maja | F           |
| Faza pucharowa               |                   |          |         |             |
| Lp.                          | Drużyna           | Rezultat | Data    | Etap        |
| 7                            | Norwegia          | 8:2      | 14 maja | Ćwierćfinał |
| 8                            | Szwecja           | 5:4      | 17 maja | Półfinał    |

| Rosja                        |            |          |         |             |
| Pierwsza runda fazy grupowej |            |          |         |             |
| Lp.                          | Drużyna    | Rezultat | Data    | Grupa       |
| 1                            | Włochy     | 7:1      | 2 maja  | D           |
| 2                            | Czechy     | 5:4 pd.  | 4 maja  | D           |
| 3                            | Dania      | 4:1      | 6 maja  | D           |
| Druga runda fazy grupowej    |            |          |         |             |
| 4                            | Białoruś   | 4:3 pk.  | 9 maja  | D           |
| 5                            | Szwecja    | 3:2      | 10 maja | D           |
| 6                            | Szwajcaria | 5:3      | 12 maja | D           |
| Faza pucharowa               |            |          |         |             |
| Lp.                          | Drużyna    | Rezultat | Data    | Etap        |
| 7                            | Szwajcaria | 6:0      | 14 maja | Ćwierćfinał |
| 8                            | Finlandia  | 4:0      | 16 maja | Półfinał    |

## Mecz

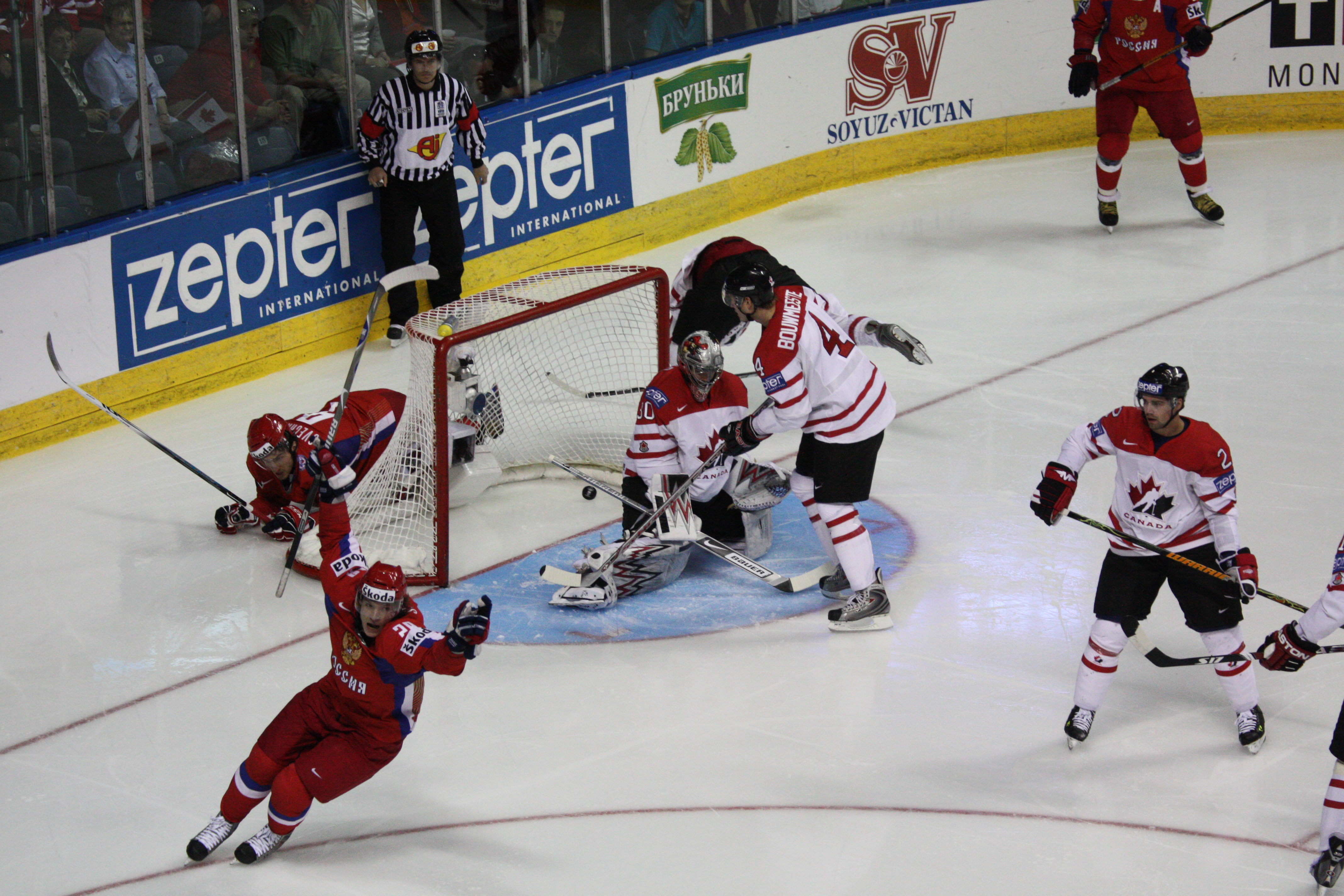
Aleksandr Siomin po zdobyciu pierwszej bramki w finale.

Pierwsza bramka w meczu została zdobyta już w 1:23 min pierwszej tercji przez Aleksandra Siomina, który dostał podanie zza bramki od Aleksandra Owieczkina. Dwie i pół minuty później Brent Burns strzałem z nadgarstka z centralnej strefy tercji pokonał Jewgienija Nabokowa. Druga bramka dla Kanady padła po stracie krążka przez Maksima Suszynskiego na środku lodowiska. Przechwycił go Chris Kunitz, który zdobył gola mocnym strzałem pod poprzeczkę. Jeszcze przed zakończeniem pierwszej tercji podwójną przewagę wykorzystał Brent Burns, który zdobył swoją drugą bramkę w meczu finałowym, a trzecią w całym turnieju.
Druga tercja spotkania ponownie rozpoczęła się od zdobycia bramki przez Rosjan. Grając w przewadze (5 na 4) Konstantin Korniejew zdecydował się na strzał sprzed linii niebieskiej – ten okazał się niecelny i odbił się od bandy za bramką, gdy krążek wrócił przed bramkę Aleksandr Siomin strzelił do praktycznie pustej bramki strzeżonej przez Cama Warda. W połowie spotkania Kanadyjczycy wyszli ponownie na dwubramkowe prowadzenie. Strzałem w krótki róg bramki gola zdobył Dany Heatley.
Rezultat 4:2 utrzymywał się przez dłuższy czas w trzeciej tercji. Wówczas w 8:55 min Aleksiej Tierieszczenko przechwycił krążek znajdujący się przed kanadyjską bramką i strzałem między nogi pokonał Warda. Pięć minut przed końcem regulaminowego czasu gry bramkę zdobył Ilja Kowalczuk, który strzałem z nadgarstka po długim słupku wyrównał stan spotkania.
W dogrywce zgodnie z zasadami IIHF na lodzie w obu drużynach występowało po czterech zawodników w polu oraz bramkarz. Decydujący dla losów spotkania okazała się sytuacja z 1:55 min, gdy po wystrzeleniu krążka poza taflę lodowiska z własnej tercji obronnej karę dwóch minut za opóźnianie gry otrzymał Kanadyjczyk Rick Nash. Rosjanie wykorzystali liczebną przewagę po 47 sekundach. Gola zdobył Ilja Kowalczuk i po raz pierwszy od 1993 roku Rosja została mistrzem świata.
Po zakończeniu spotkania tytuł najbardziej wartościowego zawodnika turnieju otrzymał Kanadyjczyk, Dany Heatley.
| 18 maja 2008 | Kanada | 4:5 po dogrywce | Rosja | Colisée Pepsi, Québec |

| Szczegóły      | Szczegóły                                                                          | Szczegóły            | Szczegóły | Szczegóły |
| -------------- | ---------------------------------------------------------------------------------- | -------------------- | --- | --- |
| Godzina: 13:00 | B. Burns 03:54 (EQ) C. Kunitz 09:17 (EQ) B. Burns 14:51 (PP) D. Heatley 29:56 (EQ) | (3:1, 1:1, 0:2, 0:1) | 01:23 (EQ) A. Siomin 21:14 (PP) A. Siomin 48:55 (EQ) A. Tierieszczenko 54:46 (EQ) I. Kowalczuk 62:42 (PP) I. Kowalczuk | Widzów: 13 339 Sędzia główny: Christer Larking Marcus Vinnerborg Sędziowie liniowi: Peter Feola Stefan Fonselius |
| Godzina: 13:00 | 8 min                                                                              |                      | 12 min | Widzów: 13 339 Sędzia główny: Christer Larking Marcus Vinnerborg Sędziowie liniowi: Peter Feola Stefan Fonselius |

| KANADA:            |    |                      |
|                    |    |                      |
| Br                 | 30 | Cam Ward             |
| Br                 | 31 | Pascal Leclaire      |
| Pierwsza formacja: |    |                      |
| O                  | 2  | Dan Hamhuis          |
| O                  | 4  | Jay Bouwmeester      |
| N                  | 15 | Dany Heatley         |
| N                  | 51 | Ryan Getzlaf         |
| N                  | 61 | Rick Nash            |
| Druga formacja:    |    |                      |
| O                  | 24 | Steve Staios (A)     |
| O                  | 55 | Ed Jovanovski        |
| N                  | 12 | Eric Staal           |
| N                  | 14 | Chris Kunitz         |
| N                  | 26 | Martin St. Louis (A) |
| Trzecia formacja:  |    |                      |
| O                  | 8  | Brent Burns          |
| O                  | 22 | Duncan Keith         |
| N                  | 10 | Patrick Sharp        |
| N                  | 25 | Jason Chimera        |
| N                  | 91 | Jason Spezza         |
| Czwarta formacja:  |    |                      |
| O                  | 52 | Mike Green           |
| N                  | 9  | Derek Roy            |
| N                  | 16 | Jonathan Toews       |
| N                  | 19 | Shane Doan (K)       |
| N                  | 21 | Jamal Mayers         |
| Trener:            |    |                      |
| Ken Hitchcock      |    |                      |

| ROSJA:             |    |                         |
|                    |    |                         |
| Br                 | 20 | Jewgienij Nabokow       |
| Br                 | 35 | Michaił Biriukow        |
| Pierwsza formacja: |    |                         |
| O                  | 5  | Ilja Nikulin            |
| O                  | 52 | Andriej Markow          |
| N                  | 42 | Siergiej Zinowjew       |
| N                  | 71 | Ilja Kowalczuk          |
| N                  | 95 | Aleksiej Morozow (K)    |
| Druga formacja:    |    |                         |
| O                  | 22 | Konstantin Korniejew    |
| O                  | 37 | Dienis Griebieszkow     |
| N                  | 8  | Aleksandr Owieczkin     |
| N                  | 28 | Aleksandr Siomin        |
| N                  | 29 | Siergiej Fiodorow (A)   |
| Trzecia formacja:  |    |                         |
| O                  | 45 | Witalij Proszkin        |
| O                  | 51 | Fiodor Tiutin           |
| N                  | 21 | Konstantin Gorowikow    |
| N                  | 25 | Danis Zaripow           |
| N                  | 33 | Maksim Suszynski (A)    |
| Czwarta formacja:  |    |                         |
| O                  | 7  | Dmitrij Kalinin         |
| O                  | 55 | Daniił Markow           |
| N                  | 27 | Aleksiej Tierieszczenko |
| N                  | 47 | Aleksandr Radułow       |
| N                  | 61 | Maksim Afinogienow      |
| Trener:            |    |                         |
| Wiaczesław Bykow   |    |                         |